# Azelf
Azelf is een Pokémon van het type psychic. Deze Pokémon is te vangen bij Lake Valor. Azelf is een van de drie legendarische Pokémon van het type psychic, samen met Uxie en Mesprit.